# Victoria Zhilinskayte
Victoria Yuryevna Zhilinskayte (Uray, 6 de marzo de 1989) es una jugadora de balonmano rusa del HC Kuban Krasnodar y miembro de la selección rusa. Es campeona del mundo en 2009 y campeona olímpica en 2016.

## Trayectoria

### Con la selección
En el Campeonato Europeo de 2008 ganó la medalla de bronce con la selección rusa. En el Campeonato Mundial de 2009 llegó a la final y ganó la medalla de oro con la selección rusa, derrotando a Francia. Compitió en el Campeonato Mundial de Balonmano Femenino de 2011 en Brasil, donde el equipo ruso quedó en sexto lugar.
También representó a Lituania en los Juegos Olímpicos de 2012. En los Juegos Olímpicos de 2016 ganó la medalla de oro con el equipo ruso.
Su último torneo con Rusia fue el Campeonato Europeo de 2016 en Suecia, donde Rusia terminó séptima. 

### Clubes
Zhilinskayte jugó de 2004 a 2008 en el HC Ufa-Alissa. Luego se unió al  HBC Lada, donde ganó la Copa EHF (actual Liga Europea) en los años 2012 y 2014.
En 2014 se une al HC Astrakhanochka con el ganó la liga rusa en 2016. El verano siguiente se unió al HC Kuban Krasnodar.
En 2019 se unió al CSKA Moscú por una sola temporada, antes de regresar al HC Kuban Krasnodar en 2020.

#### Trayectoria
- 2004-2008:  HC Ufa-Alissa
- 2008-2014:  Handball Club Lada
- 2014-2016:  HC Astrakhanochka
- 2016-2019:  HC Kuban Krasnodar
- 2019-2020:  CSKA Moscow
- 2020-Act.:  HC Kuban Krasnodar

## Títulos

### Con la selección
- 1 x  Medalla de oro en los Juegos Olímpicos (2016)[12]
- 1 x  Medalla de oro en el Campeonato del Mundo (2009)
- 1 x  Medalla de plata en el Campeonato de Europa (2008)

### De clubes
- 2 x Copa EHF (2012, 2014)
- 1 x Liga de Rusia (2016)

### Individuales
- Maestro de Honor de los deportes (2009)[13]
- Orden de la Amistad (2018)[14]

## Vida personal
De ascendencia lituana (formó parte de la selección nacional lituana), Su hermana gemela, Yana Zhilinskayte, también es jugadora de balonmano.